# Netwantsen
De netwantsen (Tingidae) vormen een familie uit de orde der halfvleugeligen (Hemiptera), onderorde wantsen (Heteroptera). De familie werd voor het eerst wetenschappelijk beschreven door Francis de Laporte de Castelnau in 1832 en kent wereldwijd ongeveer 2000 soorten.

## Kenmerken
Deze merendeels grijze insecten hebben een netwerkpatroon op vleugels en rug. Het halsschild steekt vaak kapvormig boven de kop uit. De lichaamslengte varieert van 2 tot 5 millimeter. Het scutellum is bij deze wantsen volledig onzichtbaar en bevindt zich onder het verlengde halsschild. 
Daarmee zijn ze te onderscheiden van de Piesmatidae (Amarantwantsen) die vaak ook een netvormig aderpatroon hebben. Bij deze familie is het scutellum echter wel zichtbaar doordat het halsschild niet verlengd is naar achteren. Soms is het aderpatroon zo fijn en zijn de cellen zo klein dat ze alleen bij sterke vergroting zichtbaar zijn.

## Verspreiding en leefwijze
Deze familie komt wereldwijd voor. 
Ze verzamelen zich in groepen aan de onderkant van de bladeren van kruidachtige planten en bomen. Als zij met veel tegelijk op een blad zitten, ziet het blad eruit als deze met rijp is bedekt. Als men zo'n blad onder een microscoop legt, kan men een prachtig patroon zien dat lijkt op dat van een kloskant.
Netwantsen leven van sap van planten dat ze met hun zuigsnuit opzuigen. De meeste soorten leven op specifieke planten, zoals Stephanitis pyri leeft op perenbomen, maar anderen zijn minder kieskeurig.

## Taxonomie
De familie bestaat uit een aantal onderfamilies:
- Cantacaderinae Stål, 1873
- Tinginae Laporte, 1832
- Tingiometrinae Heiss, Golub & Popov, 2015
- Vianaidinae Kormilev, 1955

Een aantal genera dat niet onder deze onderfamilies zijn ingedeeld:

- Archetingis Montagna et al., 2018
- Burmacader Heiss & Guilbert, 2013
- Cucullitingis Du & Yao, 2018
- Froeschnocader Péricart, 1986
- Malandocoris Péricart, 2000
- Monanthia Lepeletier & Serville, 1828
- Neoangulosa Duarte Rodrigues, 1983
- Nesocypelas Kirkaldy, 1908
- Paraphatnomacader Guilbert & Heiss, 2018
- Recardus Distant, 1909

## In Nederland waargenomen soorten
- Genus: Acalypta
  - Acalypta carinata - (Grote mosnetwants)
  - Acalypta gracilis - (Sierlijke mosnetwants)
  - Acalypta marginata - (Graslandmosnetwants)
  - Acalypta musci - (Sterrenmosnetwants)
  - Acalypta nigrina - (Heidemosnetwants)
  - Acalypta parvula - (Kleine mosnetwants)
  - Acalypta platycheila - (Veenmosnetwants)
- Genus: Agramma
  - Agramma laetum - (Russennetwants)
- Genus: Campylosteira
  - Campylosteira verna - (Dwergnetwants)
- Genus: Catoplatus
  - Catoplatus fabricii - (Margrietnetwants)
- Genus: Copium
  - Copium clavicorne - (Gamandernetwants)
- Genus: Corythucha
  - Corythucha ciliata - (Plataannetwants)
- Genus: Derephysia
  - Derephysia foliacea - (Klimopnetwants)
  - Derephysia sinuatocollis - (Bosranknetwants)
- Genus: Dictyla
  - Dictyla convergens - (Moerasvergeet-mij-nietjenetwants)
  - Dictyla echii - (Slangenkruidnetwants)
  - Dictyla humuli - (Smeerwortelnetwants)
- Genus: Dictyonota
  - Dictyonota fuliginosa - (Slanke bremnetwants)
  - Dictyonota strichnocera - (Brede bremnetwants)
- Genus: Galeatus
  - Galeatus maculatus - (Muizenoornetwants)
- Genus: Kalama
  - Kalama tricornis - (Bodemnetwants)
- Genus: Lasiacantha
  - Lasiacantha capucina - (Tijmnetwants)
- Genus: Oncochila
  - Oncochila simplex - (Wolfsmelknetwants)
- Genus: Physatocheila
  - Physatocheila confinis
  - Physatocheila costata - (Elzennetwants)
  - Physatocheila dumetorum - (Meidoornnetwants)
  - Physatocheila smreczynskii - (Lijsterbesnetwants)
- Genus: Stephanitis
  - Stephanitis oberti - (Vossenbesnetwants)
  - Stephanitis pyrioides - (Azaleanetwants)
  - Stephanitis rhododendri - (Rododendronnetwants)
  - Stephanitis takeyai - (Rotsheidenetwants)
- Genus: Tingis
  - Tingis ampliata - (Akkerdistelnetwants)
  - Tingis cardui - (Speerdistelnetwants)
  - Tingis crispata - (Bijvoetnetwants)
  - Tingis pilosa - (Hennepnetelnetwants)
  - Tingis reticulata - (Zenegroennetwants)

## Enkele buitenlandse soorten
- Zetekella caroli